# Aletes (hijo de Hípotes)
En la mitología griega, Aletes (en griego, Ἀλήτης) era hijo del heráclida Hípotes. Veleyo Patérculo dice que era descendiente de Heracles en sexta generación y le atribuye la fundación de Corinto. Pausanias y Conón, sin embargo, señalan que Aletes atacó Corinto comandando un ejército de dorios, derrotó a los jonios que allí vivían y destronó a los descendientes de Sísifo que reinaban en la ciudad. Pausanias añade que Aletes y sus descendientes reinaron por cinco generaciones.